# Фамилија Партида Кабаљеро, Ла Каса дел Кампо (Ваље де Сантијаго)
Фамилија Партида Кабаљеро, Ла Каса дел Кампо (шп. Familia Partida Caballero, La Casa del Campo) насеље је у Мексику у савезној држави Гванахуато у општини Ваље де Сантијаго. Насеље се налази на надморској висини од 1710 м.

## Становништво
Према подацима из 2005. године у насељу је живело 9 становника.

### Хронологија
| Година       | 2000 | 2005 |
| ------------ | ---- | ---- |
| Становништво | 9    | 9    |

### Попис
| # | Индикатор                        | Вредност |
| - | -------------------------------- | -------- |
| 1 | Укупно појединачних домаћинстава | 2        |